# Castello di Trévarez

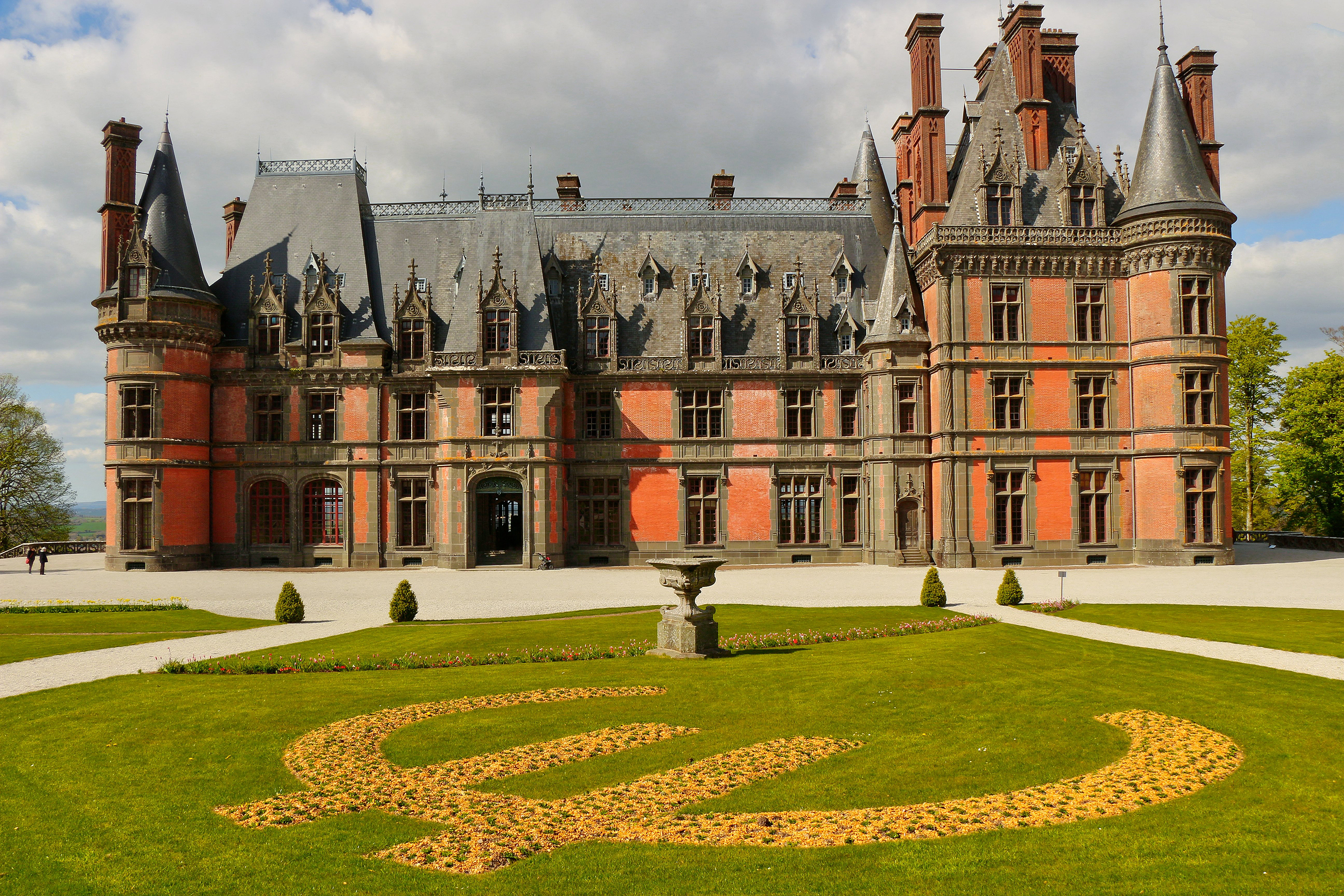
La facciata meridionale del castello

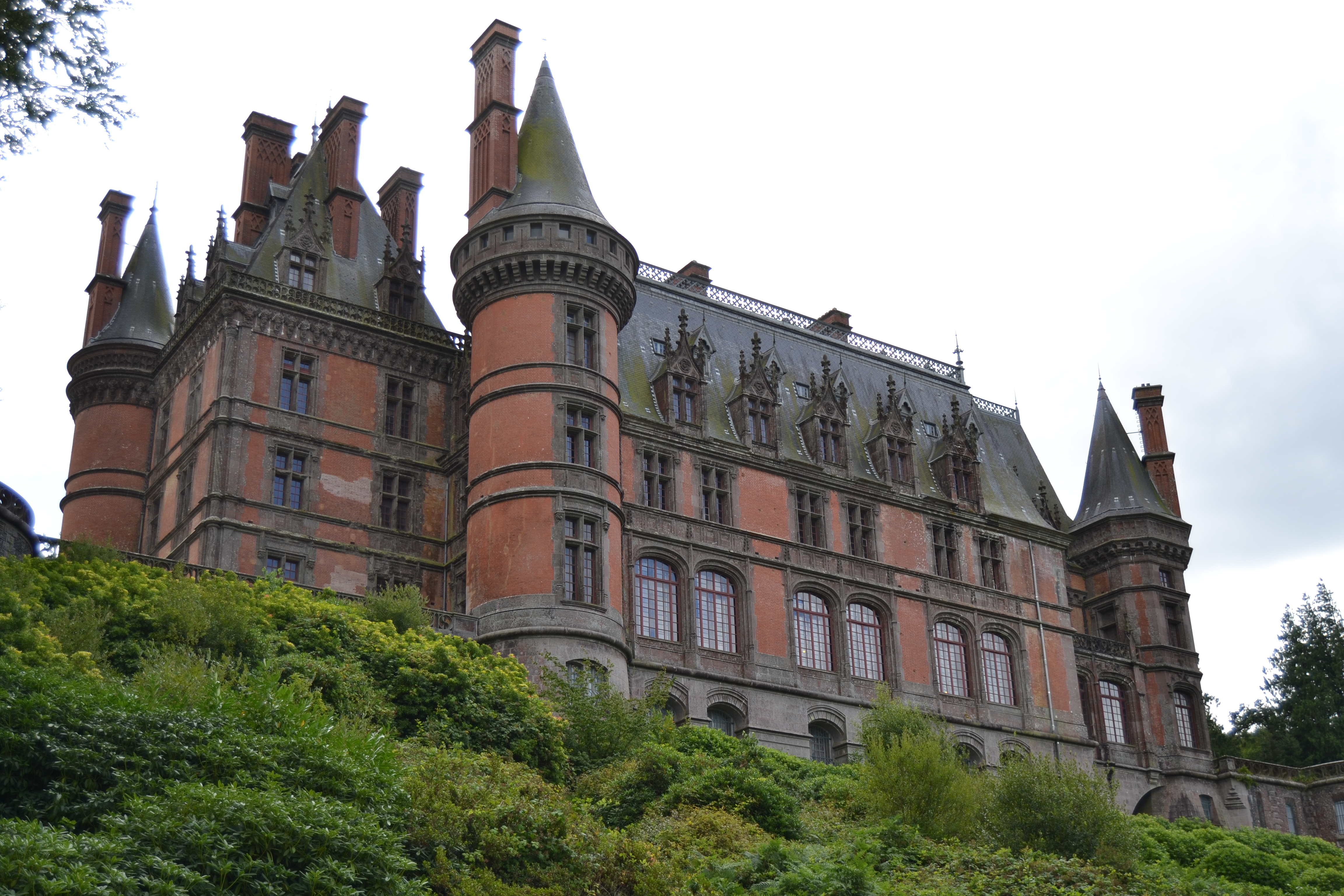
La facciata settentrionale del castello

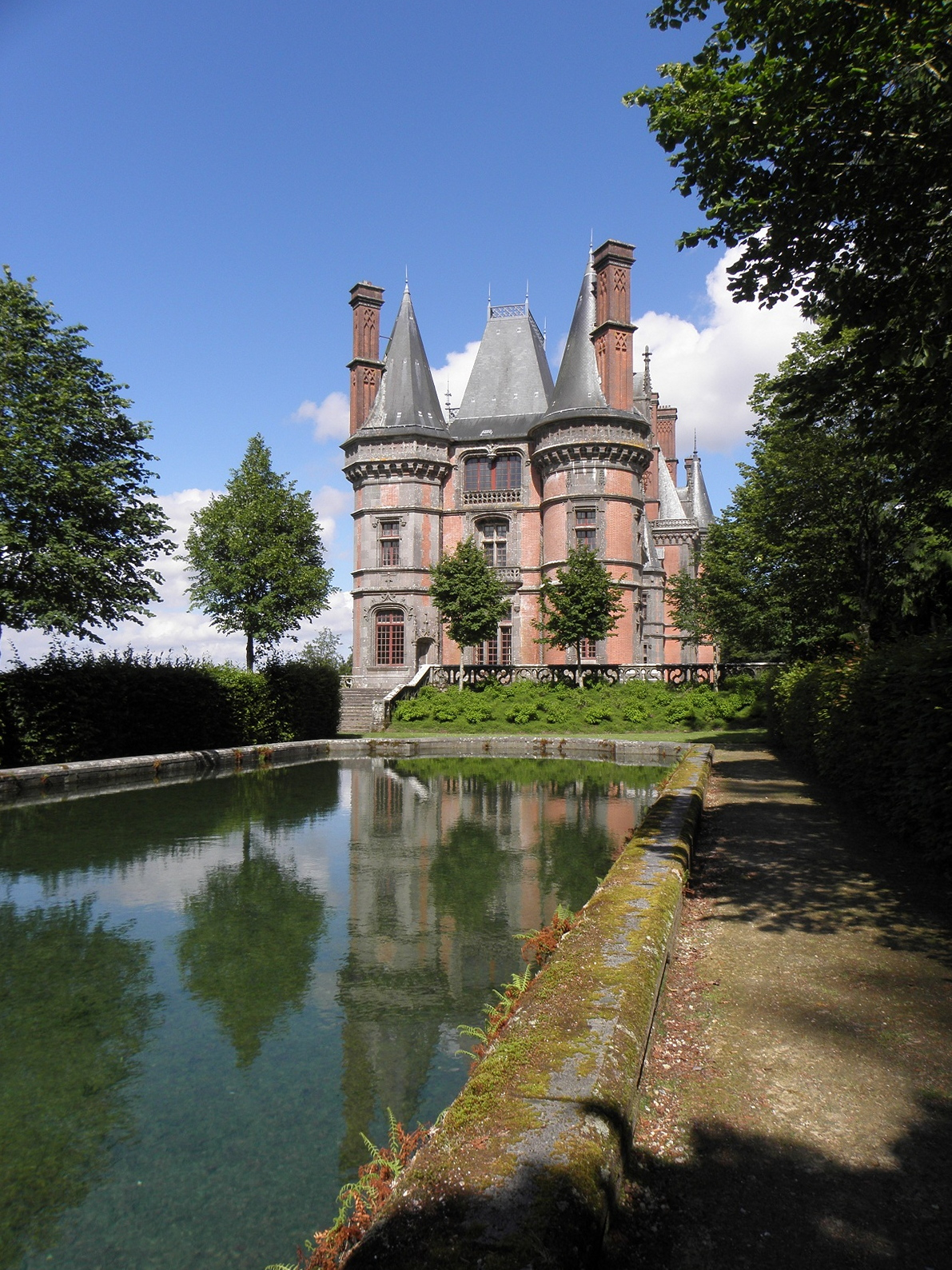
La facciata occidentale del castello

Il castello di Trévarez (in francese: Château de Trévarez; in bretone: Kastell Trevare) è un castello del comune francese di Saint-Goazec, nel dipartimento del Finistère, in Bretagna (Francia nord-occidentale), realizzato tra il 1893 e il 1907/1908 su progetto dell'architetto Walter-André Destailleur.  Soprannominato il "castello rosa" o "castello rosso", è uno degli ultimi castelli ad essere stato costruito in Francia.
Il nome della tenuta su cui sorge il castello, Trévarez, è formato dai termini bretoni trev e are, che significano rispettivamente "quartiere" e "promontorio".

## Storia
La costruzione dell'edificio fu commissionata a Walter-André Destailleur dal generale James de Kerjégu, uomo politico e diplomatico originario del posto, nel 1893.  La costruzione dell'edificio durò 15 anni e De Kerjégu non poté però vedere completata l'opera, in quanto morì nel 1907, un anno prima del termine dei lavori.
Durante la seconda guerra mondiale, il castello fu dapprima requisito nel 1940 dalle truppe tedesche, che lo utilizzarono come luogo di riposo per i marinai del Reich di stanza a Brest, e poi bombardato nel 1944.
In seguito, l'edificio cadde in uno stato di abbandono prima di essere acquisito insieme al parco circostante nel 1968 dal dipartimento del Finistère, che iniziò un'opera di restauro dell'edificio. L'edificio venne così riaperto al pubblico all'inizio degli anni settanta.
Nel 2009, il castello venne classificato "monumento nazionale" e nel 2011 venne riaperta al pubblico la parte danneggiata dai bombardamenti della seconda guerra mondiale.

## Descrizione
La tenuta di Trévarez si estende per un'area di 85 ettari su un promontorio che domina il fiume Aulne.
Il castello è costruito in pietra di kersantite e in mattoni.
Il castello è circondato da un giardino all'inglese e da un parco con cascate.
All'interno del parco crescono piante da brughiera, camelie, magnolie, rododendri. ecc. In particolare, la collezione di camelie è dal 2016 una delle più importanti al mondo.

## Il castello di Trévarez nella cultura di massa
- Il castello di Trévarez ha ispirato il romanzo dello scrittore francese Jean Failler Il castello scarlatto (Le manoir écarlate), che ha per protagonista l'investigatrice Mary Lester.[10]